# Cantone di Saint-Remy-en-Bouzemont-Saint-Genest-et-Isson
Il Cantone di Saint-Remy-en-Bouzemont-Saint-Genest-et-Isson era una divisione amministrativa dell'arrondissement di Vitry-le-François.
È stato soppresso a seguito della riforma complessiva dei cantoni del 2014, che è entrata in vigore con le elezioni dipartimentali del 2015.
Comprendeva i comuni di:
- Ambrières
- Arrigny
- Arzillières-Neuville
- Blaise-sous-Arzillières
- Brandonvillers
- Châtelraould-Saint-Louvent
- Châtillon-sur-Broué
- Drosnay
- Écollemont
- Giffaumont-Champaubert
- Gigny-Bussy
- Hauteville
- Landricourt
- Lignon
- Margerie-Hancourt
- Outines
- Les Rivières-Henruel
- Saint-Chéron
- Sainte-Marie-du-Lac-Nuisement
- Saint-Remy-en-Bouzemont-Saint-Genest-et-Isson